# Chlumek (Dasnice)
Chlumek (původně – do r. 1947 Perglas) je zaniklá ves, dříve osada obce Dasnice v okrese Sokolov v Karlovarském kraji. Jako část obce Dasnice zanikl k 1.4.1980, název se zachoval jen jako místní pojmenování lokality.
Chlumek se nachází v katastrálním území Dasnice o rozloze 4,03 km2.

## Historie
První písemná zmínka o vsi pochází z roku 1308, kdy je v listině z 5. prosince 1308 zmíněn jako svědek jistý Beneda z Perglasu. Údaj se týkal hradu Libá na Chebsku. V listině z 27. července 1309 je ves zmíněna jako majetek cisterciáckého kláštera ve Waldsassenu. Usuzuje se, že ves vznikla někdy v průběhu 13. století a pravděpodobně během 14. století zde byla postavena gotická tvrz, jež zanikla nejpozději v první polovině 16. století. V letech 1468 až 1536 na ní sídlili Perglárové z Perglasu. Její poloha a podoba jsou ovšem neznámé. Kolem roku 1570 zde vznikla renesanční tvrz, která patřila až do roku 1620 Janu Stolci ze Simsdorfu. Roku 1765 koupili Chlumek Nosticové. Na ostění portálu budovy hospodářského dvora se dochovalo pod erbem Nosticů vročení 1570. Tvrz Chlumek byla stavebně změněna v 18. století, kdy se z ní stala sýpka. Tvrz (sýpka) vyhořela v září 1992, byla však opravena a je kulturní památkou, zapsanou v rejstříku ÚSKP pod číslem 15283/4-566.
Další významnější stavbou v Chlumku je barokní zámek, pro který se vžil název Starý zámek. Byl postaven v první polovině 18. století a měl nahradit již nevyhovující tvrz. Zámek však ztratil sídelní funkci a byl využíván pro správu statku. Objekt je kulturní památkou, zapsanou v rejstříku ÚSKP pod číslem 14526/4-567.
Stavbou vyšší umělecké hodnoty byl honosný tzv. Nový zámek, který nechali vystavět Nosticové v letech 1893 až 1894. Autorem projektu byl drážďanský architekt Ernst Fleischner. Jednalo se o pseudobarokní trojkřídlou budovu. Na hlavní trakt navazovala dvě boční křídla. U zámku byl založen anglický park. Zámek sloužil Nosticům až do roku 1945. Po roce 1945 zde působila podniková škola, ubytovna pro zaměstnance dolů, později zemědělské sklady. Zámek nikdo neudržoval a ten byl v havarijním stavu v květnu 1983 zbořen a ruiny srovnány se zemí.
V zámeckém parku stála socha sv. Mikuláše. Poničené torzo sochy bylo převezeno do sokolovského muzea a je vystaveno na nádvoří zámku.
V okolí zaniklého zámku a v zámeckém parku se zachovalo několik alejí, mohutný dub pojmenovaný jako Zámecký dub v Chlumku byl roku 2008 vyhlášen památným stromem.

## Obyvatelstvo
Obyvatelé pracovali převážně v zemědělství. V roce 1869 byl Chlumek pod názvem Perglas osadou obce Dolní Rychnov v okrese Falknov (Sokolov), v letech 1880 až 1910 pod názvem Perglas osadou obce Dasnice v okrese Falknov, v letech 1921 až 1930 pod názvem Perglas osadou obce Dasnice v okrese Falknov nad Ohří, v letech 1950 až 1980 osadou obce Dasnice v okrese Sokolov. Osada zanikla k 1. dubnu 1980.
| Rok            | 1869 | 1880 | 1890 | 1900 | 1910 | 1921 | 1930 | 1950 | 1961 | 1970 |
| Počet obyvatel | 33   | 36   | 42   | 50   | 32   | 50   | 45   | 12   | 23   | 0    |